# Fago (Huesca)
Fago es un municipio y localidad española de la provincia de Huesca, en Aragón. Situado en la parte más occidental de la comarca de la Jacetania, es uno de los municipios menos poblados de la comunidad autónoma contando, según el padrón de 2024, con 25 habitantes. 
Se conserva el aragonés entre los vecinos, teniendo como diferencia más notable con el aragonés ansotano la pronunciación de la letra R final en los verbos, como en castellano.
Situado junto al río Majones, próximo al límite con Navarra, se trata de un pueblo característico de montaña pirenaica, con calles empedradas y ejemplos de arquitectura civil con tejados empinados, chimeneas troncocónicas y balcones con barandillas de madera trabajada con habilidad. Su iglesia parroquial es del siglo XVI, aunque conserva detalles de épocas anteriores como el crismón románico que realza su portada, y posee una buena colección de retablos romanistas.

## Historia
La historia de Fago va más allá de estos hechos. La dura vida de sus habitantes, básicamente mujeres, ha quedado reflejada en una expresión conocida como "emigración golondrina", a finales del siglo XIX y comienzos del XX, la marcha temporal de mujeres jóvenes a trabajar a las fábricas de "espardeñas" o alpargatas situadas al otro lado de la frontera. Existe toda una literatura que trata esta singular migración temporal, desde el otoño a la primavera: de ahí su denominación de "golondrina". Hoy día los apellidos provenientes de estos pueblos del Pirineo, aragonés y navarro, son comunes en localidades francesas como Mauleón.

### Sociedad y economía en elsigloXIX
El Diccionario de Pascual Madoz informa de que Fago a mediados del siglo XIX tenía 445 "almas" repartidas en aproximadamente 72 casas "de desigual construcción, incluso la municipal, en varias calles cómodas y medianamente empedradas". El "terreno es flojo y de mediana calidad, sin huerta, parte regadío, dividido en varias suertes" y se cultiva "trigo, cebada y avena en corta cantidad, por efecto de la montuosidad del terreno", y continúa Madoz:

Se crían muchos pinos que sirven para la construcción de edificios, y los pastos son de excelente calidad. Hay 250 cabezas de ganado lanar, 20 de cabrío y 100 de vacuno, incluidos los de labor. Caza conejos y perdices y pesca codirroyos  y barbos

Al excepción del "molino harinero", que funciona a las afueras del pueblo, Madoz da cuenta de que no hay actividades comerciales o artesanales, "sin que se conozca más que las proporcionadas por la labranza".

### Asesinato del alcalde (2007)
El 13 de enero de 2007, el alcalde de la localidad, Miguel José Grima Masiá (PP), apareció muerto en un barranco por impactos de una escopeta de postas. Se detuvo a un vecino, Santiago Mainar Sauras (excandidato del PSOE a la alcaldía de este municipio), como presunto asesino, que se declaró culpable ante la Guardia Civil, el día 3 de febrero, aunque posteriormente se retractó ante la juez de Jaca que instruía el caso. El alcalde mantenía múltiples litigios con algunos habitantes de su localidad y de la vecina Ansó, con la que desde siempre está mancomunada, llegando a ser judiciales en la mayor parte de los casos.[cita requerida] Un grupo de personas vinculadas a Fago mostró su repulsa por el asesinato, criticando el papel jugado por algunos medios de comunicación en el tratamiento de la noticia. El único imputado estuvo dos años en prisión provisional. En diciembre de 2009 se condenó a este único acusado del asesinato, a veinte años y nueve meses de cárcel. En octubre de 2010 el Tribunal Supremo confirmó la sentencia a Santiago Mainar desestimando el recurso de casación.

## Demografía
Fago cuenta con una población de 25 habitantes (INE 2024).
| Gráfica de evolución demográfica de Fago entre 1842 y 2021                                                          |
| |
| Población de derecho según los censos de población del INE Población de hecho según los censos de población del INE |

## Administración y política
| Período             | Alcalde                                                      | Partido |  |
| ------------------- | ------------------------------------------------------------ | ------- |  |
| 1979-1983           | José Barcos Barba                                            | PSOE    |  |
| 1983-1987           |                                                              |         |  |
| 1987-1991           | Adolfo Navarro                                               | AP      |  |
| 1991-1995           | Amado Barcos                                                 | PSOE    |  |
| 1995-1999           | Jorge Barcos                                                 | PSOE    |  |
| 1999-2003           | Miguel José Grima Masiá                                      | PP      |  |
| 2003-2007 2007-2007 | Miguel José Grima Masiá (†) Enrique Barcos Barcos (interino) | PP      |  |
| 2007-2011           | Enrique Barcos Barcos                                        | PAR     |  |
| 2011-2015           | Enrique Barcos Barcos                                        | PAR     |  |
| 2015-2019           | Enrique Barcos Barcos                                        | PAR     |  |
| 2019-2023           | Enrique Barcos Barcos                                        | CHA     |  |

| Partido político    | Partido político                                   | 2003   | 2007   | 2011   | 2015   | 2019   |
| Partido político    | Partido político                                   | Ediles | Ediles | Ediles | Ediles | Ediles |
|                     | Partido Aragonés (PAR)                             | —      | 1      | 1      | 1      | —      |
|                     | Partido Popular de Aragón (PP)                     | 1      | —      | —      | —      | —      |
|                     | Partido de los Socialistas de Aragón (PSOE-Aragón) | 0      | —      | —      | —      | —      |
|                     | Chunta Aragonesista (CHA)                          | —      | —      | —      | —      | 1      |
| Total de concejales | Total de concejales                                | 1      | 1      | 1      | 1      | 1      |

## Cultura

### Patrimonio

#### Parroquia de sanAndrés

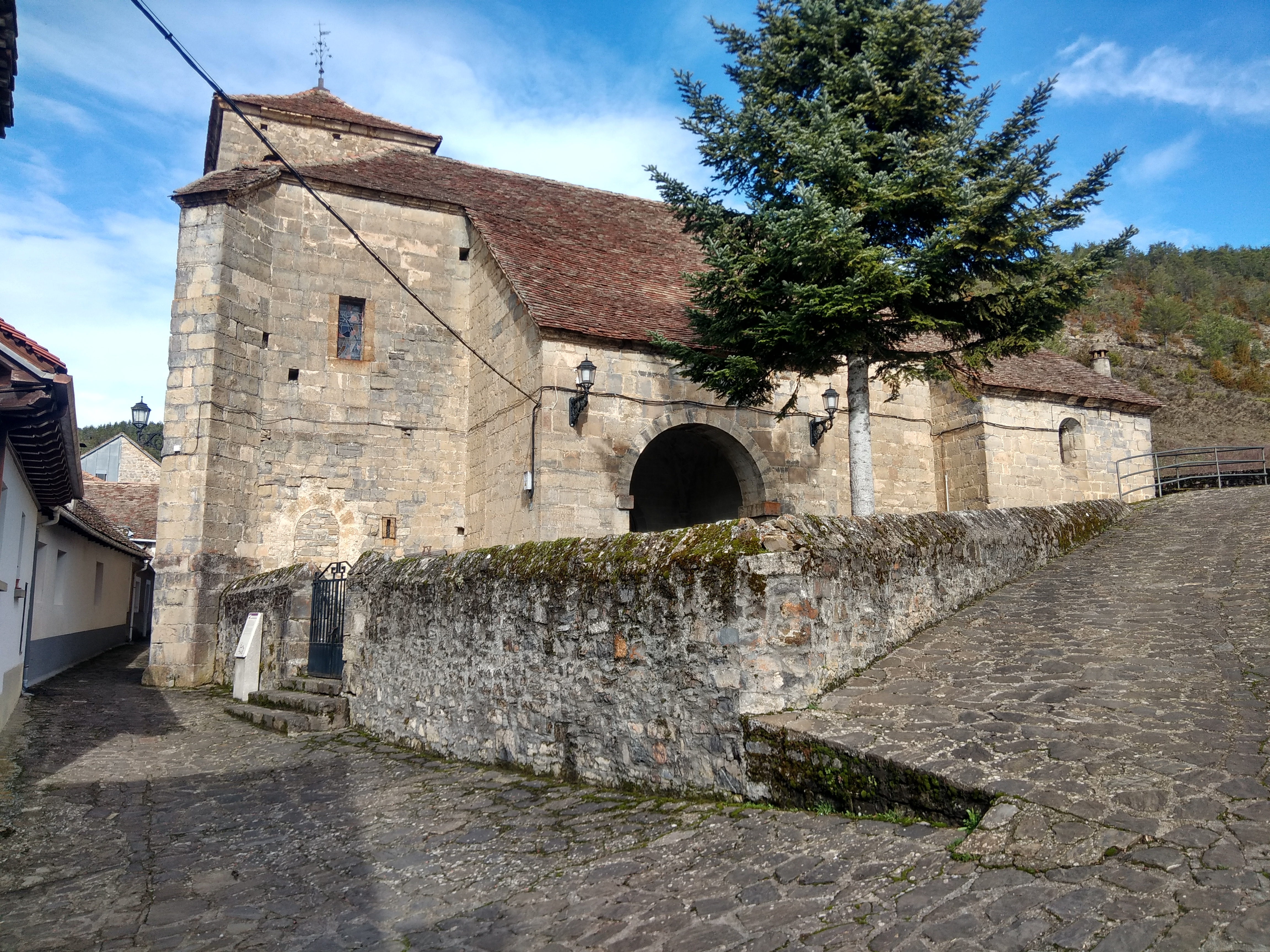
Parroquia de san Andrés

Existió un templo románico que fue derribado en 1582 para construir el actual, de estilo gótico tardío. De la iglesia primitiva se conserva el tímpano decorado con un crismón. La iglesia actual fue construida a iniciativa del concejo y, para ello, recurrió al maestro de obras procedente de Navarra Juan de Urrelo. 
Tiene planta rectangular que remata en un ábside de tres lados; la nave consta de tres tramos cubiertos con bóvedas de crucería estrellada. A la altura del crucero, a cada lado, se abren dos capillas laterales también con bóvedas de crucería. La sacristía se sitúa en el lado de la Epístola (a la derecha del espectador); mientras que adosada al muro sur se levanta la torre, que es posterior a la iglesia. El pórtico de precede a la puerta, orientada al sur, podría datarse en el siglo XVIII.
El retablo mayor, en madera policromada y estilo romanista, es obra del aragonés Pedro de Lasaosa, que trabajó en la capilla de la Anunciación de la catedral de Jaca. En el banco se representa a los cuatro evangelistas, la calle principal está ocupada por la imagen del santo titular de la iglesia, flanqueada por san Pedro y san Pablo, sobre ellos, enmarcadas por círculos aparecen las santas Águeda y Catalina de Alejandría. El conjunto está rematado por un Calvario.
Conserva dos retablos, también romanistas, de madera policromada, dedicados a san Sebastián y la Virgen del Rosario. Son obra de Domingo Alcal y están fechados en 1607.
Cuenta además con dos retablos, de dimensiones menores, de pintura romanista.

#### Ermitas
- Ermita de san Cristóbal, se levanta sobre un montículo próximo al pueblo.
- Ermita de la Virgen de Puyeta, ubicada en el monte Ezpela, se accede a partir del antiguo molino.[12]

### Fiestas
El día 30 de noviembre se celebra la festividad de san Andrés y el 10 de julio la de san Cristóbal.